# 佟攀梅
佟攀梅（？—1858年），汉军正蓝旗人。清朝军事将领，武榜眼。
道光十八年（1838年）戊戌科一甲第二名进士。授二等侍卫。差满外放任职。咸丰年间，贵州苗民反清运动高涨，佟攀梅率军进剿，累升贵州提督，驻守麻哈州城。咸丰八年（1858年），朝廷以“拥兵株守”之名将其革职，仍留军营差遣。不久，苗民军金干干、柳天成部破城，清军两千余人被歼，佟攀梅、署知州何铤等多名文武官员被杀。朝廷赐恤，入祀京祠。